# Desmediaperoecia
Desmediaperoecia is een monotypisch geslacht van mosdiertjes uit de familie van de Diaperoeciidae en de orde Cyclostomatida. De wetenschappelijke naam ervan werd in 1920 voor het eerst geldig gepubliceerd door Canu en Bassler.

## Soort
- Desmediaperoecia irregularis (Moyano, 1983)